# Джабер, Салах
Салех Джабер Салиха (араб. صالح جابر‎; род. 28 декабря 1983, Заху, Заху (район)) — иракско-курдский футболист. Два раза выступал за сборную Ирака.

## Карьера
Начал играть Sha’abiya на местном уровне, прежде чем он вступил в Мосуле или Nasha’een юниоров в 1994 году под руководством тренера Халид Ахмед и позже с молодежной сборной в 1997 году с тренерами Мекки и Надим Фадхил. Три года спустя, в сезоне 2000/01 в возрасте 17, Салих попал в основу Мосула при тренере Мохаммеда Джассима и его помощника Мухаммед Фатхи и сумел забить семь голов за команду в иракском второй дивизион.
Этот шаг оказался успешным для Салеха, как он забил 12 голов в 10 матчах, чтобы быть названным лучшим бомбардиром в сирийском второй дивизион. голы Салиха помогли клубу занять четвёртое место в Северной группе второго дивизиона с 23 очками, однако они отставали на 15 очков от лидера Fetowa . Его голы действительно в конечном счете привело его к сирийской первом дивизионе или «Мумтаз» Лига однако с другим клубом, как он переехал в Умайя Идлиб со своим партнером по команде Сильван Мухаммеда. Однако его время в клубе было коротким и только после 10 выступлений и три гола в высшем дивизионе в Сирии, румынского агента сирийского происхождения позвонил Aksam Kadour предложил ему шанс сыграть в Европе через свои связи в его стране, Салах недолго думая взял его. В начале 2004 года он переехал в румынский клуб второго дивизиона Глория Бузэу — трансфер составил $ 140 000 долларов, а заработная плата в размере 5300 долларов.
Забив шесть голов в восьми матчах только за Глория Бузэу в том числе хет-трик в 5-1 победу над CS Политехника Тимишоара, Салих было интересно несколько топ-клубов и, в конце концов присоединился Universitatii Крайова, команда, которая была только что вылетела из Румынский первый дивизион Divizie А.